# Meksyk na Mistrzostwach Świata w Lekkoatletyce 2009
Meksyk na Mistrzostwach Świata w Lekkoatletyce 2009 – reprezentacja Meksyku podczas czempionatu w Berlinie liczyła 14 zawodników. Zdobyła 1 medal (brązowy), który wywalczył Eder Sánchez w chodzie na 20 km.

## Medale
- Eder Sánchez –  brązowy medal w chodzie na 20 km

## Występy reprezentantów Meksyku

### Mężczyźni
| Konkurencja      | Zawodnik              | Eliminacje | Eliminacje | Półfinał      | Półfinał      | Finał         | Finał         |
| Konkurencja      | Zawodnik              | Wynik      | Poz.       | Wynik         | Poz.          | Wynik         | Poz.          |
| ---------------- | --------------------- | ---------- | ---------- | ------------- | ------------- | ------------- | ------------- |
| Bieg na 800 m    | Pablo Solares         | 1:47,96 SB | 25.        | Nie awansował | Nie awansował | Nie awansował | Nie awansował |
| Bieg na 10 000 m | Juan Carlos Romero    |            |            |               |               | 28:09,78 SB   | 14.           |
| Bieg na 10 000 m | Juan Luis Barrios     |            |            |               |               | 28:31,40      | 18.           |
| Maraton          | Alejandro Suárez      |            |            |               |               | 2:18:55       | 37.           |
| Maraton          | Carlos Cordero        |            |            |               |               | 2:22:16       | 49.           |
| Maraton          | Juan Gualberto Vargas |            |            |               |               | 2:25:26       | 55.           |
| Chód na 20 km    | Eder Sánchez          |            |            |               |               | 1:19:22 SB    | 3.            |
| Chód na 20 km    | Jesús Sánchez         |            |            |               |               | 1:20:52 PB    | 8.            |
| Chód na 20 km    | Pedro Daniel Gómez    |            |            |               |               | 1:24:39       | 28.           |
| Chód na 50 km    | Jesús Sánchez         |            |            |               |               | 3:50:55 PB    | 13.           |
| Chód na 50 km    | Horacio Nava          |            |            |               |               | 3:56:26 SB    | 19.           |
| Chód na 50 km    | Omar Zepeda           |            |            |               |               | DQ            |               |

### Kobiety
| Maraton | Judith Ramírez        |  |  |  |  |  |  | 2:40:18 | 40. |
| Maraton | Dulce María Rodríguez |  |  |  |  |  |  | NU      |     |

| Konkurencja | Zawodniczka  | Kwalifikacje | Kwalifikacje | Finał          | Finał          |
| Konkurencja | Zawodniczka  | Wynik        | Poz.         | Wynik          | Poz.           |
| ----------- | ------------ | ------------ | ------------ | -------------- | -------------- |
| Skok wzwyż  | Romary Rifka | 1,80         | 32.          | Nie awansowała | Nie awansowała |